# Gare de Borciriette
La gare de Borciriette est une gare ferroviaire française de la ligne d'Ossès - Saint-Martin-d'Arrossa à Saint-Étienne-de-Baïgorry, située dans le quartier de Borciriette sur le territoire de la commune de Saint-Étienne-de-Baïgorry dans le département des Pyrénées-Atlantiques en région Nouvelle-Aquitaine.
C'est une halte voyageurs ouverte en 1933 par la Compagnie des chemins de fer du Midi et du Canal latéral à la Garonne (Midi) et fermée en 1950, lors de l'arrêt des circulations de la navette voyageurs entre Ossès et Saint-Étienne-de-Baïgorry.

## Situation ferroviaire
Établie à 151 mètres d'altitude, la halte fermée de Borciriette est située au point kilométrique (PK) 245,010 de la ligne d'Ossès - Saint-Martin-d'Arrossa à Saint-Étienne-de-Baïgorry (anciennement à voie unique, section déclassée et déposée), entre la halte fermée d'Eyheralde et la gare fermée de Saint-Étienne-de-Baïgorry.

## Histoire
La halte de Borciriette est mise en service en 1933 par la Compagnie des chemins de fer du Midi et du Canal latéral à la Garonne (Midi), lorsqu'elle ouvre ce deuxième arrêt intermédiaire de la ligne.
La halte voyageurs est fermée le 8 octobre 1950 lors de l'arrêt de la circulation des navettes, en vertu des décrets de coordination qui transferts le service voyageurs sur la route avec des autocars.

## Patrimoine ferroviaire
En mai 2011, le bâtiment d'origine de la halte n'existe plus (seule sa parcelle est toujours présente sur le plan cadastral) il n'y a plus de rails ni de caténaires, néanmoins un petit pont métallique ferroviaire signale le passage de l'ancienne voie ferrée.